# شهرستان بورسکی (استان سامارا)
شهرستان بورسکی (به لاتین: Borsky District) یک شهرستان در روسیه است که در استان سامارا واقع شده‌است.